# Big Beat (album)
Albums de Sparks
Indiscreet
(1975) Introducing Sparks
(1977)
Singles
1. Big Boy
Sortie : octobre 1976
2. I Like Girls
Sortie : décembre 1976

Big Beat est le sixième album du groupe américain de rock Sparks. Il est sorti en 1976 sur les labels Columbia Records aux États-Unis et Island Records au Royaume-Uni.
Il marque le retour des frères Ron et Russell Mael dans leur pays natal, les États-Unis, après trois albums enregistrés au Royaume-Uni (Kimono My House, Propaganda et Indiscreet).

## Fiche technique

### Chansons
Toutes les chansons sont écrites et composées par Ron Mael.
| 1. | Big Boy                          | 3:30 |
| 2. | I Want to Be Like Everybody Else | 2:57 |
| 3. | Nothing to Do                    | 3:09 |
| 4. | I Bought the Mississippi River   | 2:29 |
| 5. | Fill-er-up                       | 2:20 |
| 6. | Everybody's Stupid               | 3:41 |

| 7.  | Throw Her Away (And Get a New One) | 3:15 |
| 8.  | Confusion                          | 3:27 |
| 9.  | Screwed Up                         | 4:20 |
| 10. | White Women                        | 3:24 |
| 11. | I Like Girls                       | 2:58 |

### Musiciens
- Russell Mael : chant
- Ron Mael : claviers
- Jeffrey Salen : guitare
- Sal Maida : basse
- Hilly Michaels (en) : batterie

### Équipe de production
- Rupert Holmes, Jeffrey Lesser : producteurs
- Godfrey Diamond (en), Bob Clearmountain, Harvey Goldberg, Michael Barbiero (en) : ingénieurs du son
- Richard Avedon : photographie

### Classements et certifications
| Pays (classement)         | Meilleure position |
| ------------------------- | ------------------ |
| Suède (Sverigetopplistan) | 24                 |